# City Life (serial telewizyjny)
City Life (1996–1998) – nowozelandzki serial obyczajowy.
Jego światowa premiera odbyła się 15 lipca 1996 roku na kanale TVNZ. Ostatni odcinek został wyemitowany 19 lutego 1998 roku. W Polsce serial nadawany był dawniej na kanałach RTL 7 i Tele 5.

## Opis fabuły
Serial opowiada o perypetiach mieszkańców eleganckiego domu w stolicy Nowej Zelandii.

## Obsada
- Claudia Black jako Angela Kostapas
- Jack Campbell jako Aaron Kellett
- Katrina Browne jako Kristen Wood
- Lisa Chappell jako Bronwyn Kellett
- Oliver Driver jako Josh Gribble
- Laurie Foell jako Stephanie Cox
- John Freeman jako Gideon Miller
- Rachel Blakely jako Siobhan
- Michelle Huirama jako Wiki Taylor
- Charles Mesure jako Ryan Waters
- Peter Muller jako Hugh Campbell
- Craig Parker jako Seth